# Als ich wiederkam
Als ich wiederkam ist ein deutsches Stummfilmlustspiel aus dem Jahr 1926 und setzt die in Im weißen Rößl begonnene Geschichte fort. Unter der Regie von Richard Oswald spielen Liane Haid und Max Hansen die Hauptrollen.

## Handlung
Die Geschichte rund um die Rößl-Wirtin setzt sich im malerischen St. Wolfgang im oberösterreichischen Salzkammergut fort. Josefa Vogelhuber musste auf ihren Angebeteten, den Rechtsanwalt Dr. Siedler, verzichten und hat stattdessen ihren Zahlkellner Leopold, der sie schon immer angehimmelt hat, geheiratet. Doch in der kommenden Saison beherbergt sie einen feschen Offizier, der ihr sehr gefällt und dem sie schöne Augen macht. Dann taucht auch noch zu allem Überfluss ihre alte Liebe Dr. Siedler wieder auf, und andere Gäste der Vorsaison sind ebenfalls wieder angereist. Nun muss sich Josefa zwischen den drei Männern um sie herum entscheiden; sie bleibt aber letztlich bei ihrem treuen Gatten Leopold, bei dem sie weiß, was sie an ihm hat.

## Produktionsnotizen
Im weißen Rößl entstand im Juli 1926 in Berlins Efa-Filmstudio und vor Ort am Wolfgangsee (Außenaufnahmen). Der Film passierte am 27. Oktober 1926 die Zensur. Anders als bei Im weißen Rößl wurde diesmal ein Jugendverbot erteilt. Die Uraufführung des Sechsakters mit einer Länge von 2471 Metern erfolgte am 17. Dezember 1926 im Berliner Alhambra-Kino am Kurfürstendamm. 
Heinrich C. Richter entwarf die Filmbauten.

## Kritik
Paimann’s Filmlisten resümierte: „Das Sujet ist im Gegensatze zu dem des vorausgegangenen Films etwas uneinheitlich, zerfällt in viele Detailhandlungen und läßt oft nur schwer den gemeinsamen roten Faden finden. Die sonst ansprechende Regieführung konnte diesbezüglich keine Abhilfe schaffen. Die Darstellung ist recht gut ...“